# Iwájú
Iwájú ist eine animierte Science-Fiction-Miniserie, die von Walt Disney Animation Studios und dem panafrikanischen britischen Unterhaltungsunternehmen Kugali Media für den Streaming-Dienst Disney+ produziert wurde. Der Titel der Serie, iwájú, bedeutet in der Yoruba-Sprache grob „die Zukunft“ (wörtlich „nach vorne gerichtet“).

## Handlung
Die aufgeweckte Omotola Abike Martins, kurz Tola genannt, lebt in einem Nigeria der Zukunft auf einer von Privilegierten bewohnten Insel nahe der Kulturmetropole Lagos. Sie ist die Tochter des Computeringenieurs Tunde, der für den mächtigen Greenwood-Konzern arbeitet. Tolas bester Freund ist der nur wenig ältere Hausdiener und Gärtner Kole, was ihrem Vater gar nicht gefällt.
An ihrem zehnten Geburtstag überträgt Tunde Tola die Verantwortung für die Eidechse Otin. Tola weiß nicht, dass es sich dabei um einen hochkomplexen Versuchsroboter mit künstlicher Intelligenz handelt, der im Sicherheitsdienst eingesetzt werden soll.
In Lagos, wo die Kluft zwischen Arm und Reich immer noch groß ist, kommt es seit einiger Zeit immer wieder zu Entführungen von Kindern reicher Eltern. Dahinter steckt der Gangster Bode DeSousa, der selbst aus armen Verhältnissen stammt.
Tola will unbedingt mal das Festland sehen, vor allem das Heimatviertel ihres Vaters Ajegunle. Da überredet sie den Familienfahrer Godspower, genannt Onkel G, sie und Kole nach Lagos zu fahren. Tola weiß nicht, dass Koles Mutter krank ist und Schulden bei Bode hat, der ihren Sohn zur Zusammenarbeit zwingt.
Bode gibt Kole den Auftrag, Tola mit Hilfe seiner beiden Helferinnen Miss Happiness und Sunday zu entführen. Und tatsächlich: In der turbulenten Stadt gelingt das auch. Otin ist zwar bei ihr, kann aber wegen einer Fehlfunktion seiner Systeme nicht in vollem Umfang agieren.
Tunde, Godspower sowie der reumütige Kole und seine Mutter setzen alles daran, das Mädchen aus den Fängen des nur bedingt bösen Bösewichts zu befreien.

## Besetzung
Die deutschsprachige Synchronisation entstand nach einem Dialogbuch und der Dialogregie von Ursula von Langen durch FFS Film- & Fernseh-Synchron GmbH.
| Rolle           | Original Sprecher  | Synchronsprecher    |
| --------------- | ------------------ | ------------------- |
| Tola Martins    | Simisola Gbadamosi | Kaja Kuplien        |
| Tunde Martins   | Dayo Okeniyi       | Manou Lubowski      |
| Bode DeSousa    | Femi Branch        | Patrick Zwingmann   |
| Kole Adesola    | Siji Soetan        | Matteo Kreutzer     |
| Otin            | Weruche Opia       | Lucia Bayer         |
| Happiness       | Bisola Aiyeola     | Stefanie Dischinger |
| Sunday Adelekan | Sodiq Yusuff       | Dustin Peters       |
| Godspower       | Toyin Oshinaike    | Thomas Wenke        |

## Episodenliste
| Nr. | Deutscher Titel | Originaltitel | Zusammenfassung | Erstausstrahlung | Deutschsprachige Erstausstrahlung (D) |
| --- | --------------- | ------------- | --- | ---------------- | ------------------------------------- |
| 1   | Kugali          | Iwájú         | Tola Martins beschließt, an ihrem zehnten Geburtstag zusammen mit dem Fahrer ihrer Familie, Godspower, nach Lagos zu fahren, um ihren Vater, den Wissenschaftler Tunde Martins, zu begrüßen. Tunde tadelt Tola jedoch dafür, dass sie in die Stadt gefahren ist, und zeigt sich verärgert, als Tola ihn bittet, in seine Heimatstadt Ajegunle zu fahren. Nach ihrer Rückkehr vergisst Tunde Tolas Geburtstag und Tola trifft sich mit ihrem Freund Kole, dem Gärtner der Familie, der ihr verspricht, später etwas Lustiges mit ihr zu unternehmen. Tundes Investoren sind derweil besorgt über Verzögerungen bei seinem Projekt eines echsenartigen Roboter-Bodyguards, und auf ihren Vorschlag hin schenkt er ihn Tola, nachdem er an ihren Geburtstag erinnert wurde. | 28. Feb. 2024    | 10. Apr. 2024                         |
| 2   | Bode            | Bode          | In einer Rückblende stiehlt der jüngere Bode Geld vom Arbeitgeber seiner Mutter, um eine Goldkette zu kaufen. In der Gegenwart wird aufgedeckt, dass Bode hinter den Entführungen steckt. Es wird auch deutlich, dass Kole ein Komplize von Bode ist. Tola lädt Kole zum Abendessen ein. Als Tunde dies erfährt, schickt er Tola zur Strafe ins Bett, da er Kole nicht traut, und sagt sein Versprechen ab, sie auf das Festland zu bringen. | 28. Feb. 2024    | 10. Apr. 2024                         |
| 3   | Kole            | Kole          | Eine Rückblende zeigt, dass Kole und seine Mutter seit langem Schulden bei Bode haben. In der Gegenwart ist Koles Mutter krank, und Kole kümmert sich in den Slums von Lagos um sie. Als Kole Bode aufsucht, weist Bode ihn an, Tola als Geisel zu ihm zu bringen, um an Tunde heranzukommen. Am nächsten Morgen überredet Tola Godspower, sie und Kole auf das Festland zu fahren, während Otin, der Echsenroboter, sie begleitet. Kole führt Tola durch Lagos und passt auf, dass sie nicht in Schwierigkeiten gerät, während Otin sie aus der Ferne beobachtet. Otin hat nur noch wenig Batteriestrom und versucht, ein Ladegerät zu finden, aber da die Käufer sie für eine echte Eidechse halten, halten sie sie von den Ladegeräten fern. Kole wird von einem von Bodes Handlangern, Sunday, gefangen, und Tola wird von einem anderen von Bodes Komplizen, Happiness, in die Enge getrieben, während Otin bei dem Versuch, zu Tola zu gelangen, die Kraft verliert. | 28. Feb. 2024    | 10. Apr. 2024                         |
| 4   | Tunde           | Tunde         | In einer Rückblende geht ein jüngerer Tunde zu seinem Vorstellungsgespräch mit Frau Usman bei Greenwood Technology. In der Gegenwart erfährt Tunde, dass seine Tochter hinter seinem Rücken auf das Festland gefahren ist, nachdem sie gesehen hat, dass Otin dort offline ist, und erhält einen Lösegeldanruf von Bode. Tola wird als Geisel in Bodes Versteck festgehalten und verhält sich Bode und seinen Komplizen gegenüber freundlich, aber Bode durchschaut ihre Manipulationen. Godspower bringt Koles Mutter zu ihrem Schutz in das Haus der Martins. Ein kleines Mädchen versucht, Otin zu entführen, die ihren Schwanz an ihrer Uhr befestigt, damit sie angreifen kann. Tunde reist auf das Festland, um Tola zu finden, aber sein alter Polizeifreund will ihm nicht helfen. Bode erhöht das Lösegeld, nachdem er herausgefunden hat, dass Tunde zur Polizei gegangen ist. Kole versteckt sich vor Sunday auf einem Schrottplatz, aber er findet ihn. Otin, der jetzt voll geladen ist, kommt Kole zu Hilfe und fragt ihn, wo Tola ist. | 28. Feb. 2024    | 10. Apr. 2024                         |
| 5   | Otin            | Otin          | Otin erklärt Kole, dass sie geschaffen wurde, um Tola zu schützen. Otin versucht, Sunday über Tolas Aufenthaltsort zu befragen, aber er wird sofort von ihr verängstigt. Tunde findet Kole, der ihm alles erzählt, was er über Bode weiß. Tola versucht, ein Telefon zu erreichen, aber sie wird immer wieder von Bode und Happiness eingeholt, bevor sie es schafft. Bode offenbart Tola, dass Kole für ihn gearbeitet hat. Otin trifft Tola wieder und erfährt von ihrer roboterhaften Natur. Otin erklärt ihr, dass ihr Ija-Modus sie weiter schützen kann, aber aufgrund ihrer defekten Batterie nicht funktioniert. Kole spielt Bode eine Aufnahme von ihm vor, in der er gesteht, hinter den Entführungen zu stecken. Das macht Bode nervös. Während er mit Bode telefoniert, wird Tunde von Bodes Männern abgeführt und Kole in Tolas Zelle gesteckt. | 28. Feb. 2024    | 10. Apr. 2024                         |
| 6   | Tola            | Tola          | In einer Rückblende stellt Tunde Tola Kole vor. In der Gegenwart weigert sich Tola, die immer noch durch den Verrat verletzt ist, mit Kole zu sprechen. Bode teilt Tunde mit, dass er seinen Namen aus dem System von Greenwood Tech entfernen lassen will, aber Tunde sagt, dass er das nicht von einem unsicheren Server aus tun kann, also bringen Bode und seine Komplizen alle zurück auf die Insel. Godspower und Koles Mutter verstecken sich vor Bode und seiner Gang, als sie das Haus erreichen. Kole findet heraus, wie man Otins Batterie und den IJA-Modus reparieren kann. Tola nutzt ihre Manipulation, um die Wachen dazu zu bringen, sie in das Büro ihres Vaters zu bringen, damit sie ein Ladegerät für Otin besorgen kann. Godspower benutzt den Autoalarm und Koles Mutter täuscht Bewusstlosigkeit vor, um die Aufmerksamkeit der anderen Lakaien zu erregen. Tola und Kole kämpfen am Sonntag, und Tola kontaktiert Mrs. Usman. Otin, der nun voll aufgeladen und repariert ist, geht in den Ija-Modus über, um Happiness zu bekämpfen. Bode offenbart seine Beweggründe für die Entführungen, ohne zu wissen, dass Tola die elektronische Brille ihres Vaters benutzt, um seinen Monolog in ganz Lagos zu übertragen und so die Polizei auf die Insel zu locken. Happiness ist angewidert von Bodes egozentrischem Geständnis und weigert sich, ihm zu helfen, seine Verhaftung zu verhindern. Tunde und Tola versöhnen sich, und Kole überlegt, Technik zu studieren. | 28. Feb. 2024    | 10. Apr. 2024                         |

## Produktion

### Entwicklung
Jennifer Lee, Chief Creative Officer der Walt Disney Animation Studios, las in der BBC einen Artikel über Kugali Media, ein britisches Unternehmen, das von afrikanischen Künstlern gegründet wurde, und in dem es hieß, dass sie Disney „in den Hintern treten“ wollten. Fasziniert von dem Wunsch des Unternehmens, afrikanische Geschichten zu erschaffen und zu erzählen, trat sie an sie heran, um gemeinsam ein originelles, langes Science-Fiction-Animationsprojekt für Disney+ zu entwickeln. Ursprünglich wollten die Produzenten eine Reihe von Kurzfilmen produzieren, aber „jede Idee war ein epischer Spielfilm“, so dass sie sich stattdessen für eine Serie entschieden.
Am 10. Dezember 2020 kündigte Lee an, dass Walt Disney Animation Studios und Kugali Media gemeinsam eine neue Zeichentrickserie für Disney+ mit dem Titel Iwájú produzieren würden. Es ist die erste Zeichentrickserie der Walt Disney Animation Studios, da die meisten Fernsehprojekte von Disney Television Animation produziert werden.
Im Februar 2021 erklärte das Team von Kugali Media, dass die Serie nicht mit World of Wakanda vergleichbar sei. Der CEO von Kugali Media, Ziki Nelson, sagte, sie hätten „eine echte afrikanische Stadt“ genommen und Wege gefunden, sie mit ihrer Vorstellungskraft zu adaptieren, wobei Hamid Ibrahim, der Creative Director, klarstellte, dass Disney Animation ihnen erlaubte, „wir selbst zu sein und ... uns selbst treu zu bleiben“ und mit Disney mit „einem gewissen Maß an Autonomie und kreativer Freiheit“ zu arbeiten. SYFY sagte, dass dies „die Türen für andere Post-Pandemie-Kollaborationen auf der ganzen Welt öffnen könnte“. Toluwalakin „Tolu“ Olowofoyeku, Chief Technology Officer von Kugali, ist ein kreativer Berater und beratender Produzent der Serie, und Nelson schrieb die Geschichte. Im Juni 2021 fügte Nelson, als er bei einer Talentmanagementfirma unter Vertrag genommen wurde, hinzu, dass „Geschichtenerzählen durch Kunst und Animation“ sein Traum gewesen sei.
Auf dem Festival d’Animation Annecy 2021 sagte Olowofoyeku, dass die Geschichte von der Stadt Lagos inspiriert wurde, da Lagos „die Kulturhauptstadt Nigerias“ ist und sowohl das Festland als auch die Inselgebiete „ein einzigartiges, ausgeprägtes Gefühl“ haben, das nach Ansicht des Kreativteams „eine interessante Grundlage für die Geschichte“ bietet. Nelson sagte, die Serie sei eine „Gelegenheit, den Leuten einen ganzheitlicheren Blick auf Nigeria zu geben“, obwohl es eine „seltsame, aber wunderbare Stadt“ sei. Die Produzenten arbeiteten für die Serie mit mehreren Nationen zusammen, wobei der Direktor für visuelle Effekte, Marlon West, sagte, dass Mitglieder des Teams aus verschiedenen Abteilungen angeworben wurden, während die Leiterin der Story-Abteilung, Natalie Nourigat, einen „virtuellen Story-Room“ beschrieb, der sich sowohl aus Kugali als auch aus Disney-Mitarbeitern zusammensetzte, als „eine großartige Möglichkeit, neue Leute einzuführen“.

### Drehbuch
Die Serie wurde von Adeola und Halima Hudson geschrieben. Adeola und das Kugali-Team konzipierten zunächst die Gesamthandlung, die Charakterbögen und die Episoden, wobei Disney dem Team völlige kreative Freiheit gewährte und ihnen erlaubte, dunklere Themen in die Geschichte einzubauen. Hudson, eine Autorin für Disney Animation, wurde später zur Arbeit am Drehbuch hinzugezogen, um Humor hinzuzufügen und den Fokus auf die Geschichte und die Bögen zu legen. Was die Darstellung von Lagos in der Serie angeht, so beschlossen die Autoren, die Stadt authentisch zu zeigen, wenn auch leicht übertrieben und mit futuristischen Elementen versehen; Produktionsdesigner Hamid Ibrahim sagte, sie wollten sich auf das tägliche Leben in Lagos konzentrieren. Der Anfang jeder Episode konzentriert sich auf eine andere Figur, eine Idee, die auf Vorschlag von Nelson umgesetzt wurde.
Adeola wollte, dass die Serie Nigeria „100 Jahre in der Zukunft“ abbildet, aber dennoch Themen aus dem realen Nigeria aufgreift, denn er wollte, dass die Serie ein Spiegelbild des realen Nigeria ist, daher ließ er sich von seinem Leben in Lagos inspirieren, wo er aufwuchs. Er fand insbesondere die Trennung zwischen Arm und Reich als eine starke Grundlage für eine Science-Fiction-Geschichte; Adeola war auch der Meinung, dass die Erkundung von Lagos durch eine Science-Fiction-Geschichte es der Serie ermöglichte, einige Elemente der Stadt auf unterhaltsame Weise hervorzuheben. Während die Serie die Ungleichheit erforscht, ist sie auch eine „Hoffnungsgeschichte“, da Adeola Hoffnung als „wirklich wichtig für den menschlichen Geist“ ansieht. Er wollte, dass Iwájú eine Geschichte ist, die den Status quo in Frage stellt, indem sie reale Probleme durch die Augen eines optimistischen Charakters erforscht, was sich darin widerspiegelt, wie Tola reagiert, wenn sie von Koles Schwierigkeiten erfährt und wie das Leben auf dem Festland von Lagos ist.

### Animation
Die Animation wurde in den Cinesite-Einrichtungen in Montreal und London durchgeführt, während die Vorproduktion und das Storyboarding in den Studios von Disney Animation in Burbank und Vancouver stattfanden. Hamid Ibrahim, der kreative Leiter von Kugali, ist der Produktionsdesigner für die Serie. Ibrahim sagte, dass sich der Animationsstil der Serie von früheren Disney-Produktionen unterscheiden würde. Nelson sagte, dass sie stattdessen von afrikanischen, östlichen und westlichen Animationsstilen inspiriert sein würde, und der Direktor für visuelle Effekte, Marlon West, fügte hinzu, dass sie immer noch die gleiche Qualität wie andere Disney-Projekte haben würde. Ibrahim sagte auch, dass die Türme auf dem Festland, dem Hauptschauplatz der Serie, die Überbevölkerung darstellen sollen, während das Inselgebiet mehr „Platz und Raum für kreativen Ausdruck“ biete. Er fügte hinzu, dass die Technologie ein entscheidender Aspekt des Schauplatzes sei und die Serie mehrere fortschrittliche Technologien wie Augmented-Reality-Brillen als Ersatz für Smartphones und kugelförmige fliegende Autos aufweise.

### Musik
Ré Olunuga hatte die Filmmusik für die Serie bis Januar 2024 aufgenommen. Der Soundtrack, der authentische afrikanisch beeinflusste Musik enthält, wurde am 1. März 2024, zwei Tage nach der Serienpremiere, veröffentlicht.
| Nr.          | Titel                             | Songwriter   | Länge |
| ------------ | --------------------------------- | ------------ | ----- |
| 1.           | Tola’s Morning                    | Ré Olunuga   | 1:48  |
| 2.           | Otin’s Story                      | Ré Olunuga   | 2:01  |
| 3.           | Kole’s Story                      | Ré Olunuga   | 2:01  |
| 4.           | Tola Flies to the Mainland        | Ré Olunuga   | 2:42  |
| 5.           | Bode’s Story                      | Ré Olunuga   | 4:12  |
| 6.           | Tola’s Birthday Gift              | Ré Olunuga   | 1:31  |
| 7.           | Ija Mode                          | Ré Olunuga   | 2:42  |
| 8.           | Bode at the Airport               | Ré Olunuga   | 2:17  |
| 9.           | Tola and Tunde Head Home          | Ré Olunuga   | 1:29  |
| 10.          | Otin to the Rescue – Part 1       | Ré Olunuga   | 1:44  |
| 11.          | Tunde Has Forgotten               | Ré Olunuga   | 1:01  |
| 12.          | Tola and Kole Having Dinner       | Ré Olunuga   | 1:31  |
| 13.          | Tola Comes Clean                  | Ré Olunuga   | 1:22  |
| 14.          | Kole Has a Great Idea             | Ré Olunuga   | 0:59  |
| 15.          | Tola and Kole Make a Plan         | Ré Olunuga   | 1:31  |
| 16.          | Tola in Trouble                   | Ré Olunuga   | 2:47  |
| 17.          | To the Rescue                     | Ré Olunuga   | 1:55  |
| 18.          | Bode’s Plots                      | Ré Olunuga   | 2:48  |
| 19.          | Kole and Tunde Get Captured       | Ré Olunuga   | 2:46  |
| 20.          | Tunde and Tola’s Argument         | Ré Olunuga   | 3:14  |
| 21.          | Tola and Kole’s Friendship        | Ré Olunuga   | 1:59  |
| 22.          | Figuring Out the Car              | Ré Olunuga   | 1:33  |
| 23.          | Tunde and Otin Searching for Tola | Ré Olunuga   | 2:43  |
| 24.          | Bode Realizes Tola’s Trick        | Ré Olunuga   | 2:23  |
| 25.          | Bode Makes a Plan                 | Ré Olunuga   | 1:47  |
| 26.          | Kole’s Mother                     | Ré Olunuga   | 1:46  |
| 27.          | Tola Is Scared                    | Ré Olunuga   | 1:35  |
| 28.          | Tunde’s Story                     | Ré Olunuga   | 1:49  |
| 29.          | Tunde Gets Call from Bode         | Ré Olunuga   | 3:20  |
| 30.          | Bode Admires Tunde’s House        | Ré Olunuga   | 1:18  |
| 31.          | Bode’s House – Part 1             | Ré Olunuga   | 0:53  |
| 32.          | Otin and Sunday Showdown          | Ré Olunuga   | 1:22  |
| 33.          | Bode’s House – Part 2             | Ré Olunuga   | 2:17  |
| 34.          | Everybody Don Enter Fight         | Ré Olunuga   | 1:43  |
| 35.          | Bode’s House – Part 3             | Ré Olunuga   | 2:50  |
| 36.          | Fighting for Our Lives Everyday   | Ré Olunuga   | 2:29  |
| 37.          | Tunde Has an Idea                 | Ré Olunuga   | 1:07  |
| 38.          | Tola’s Invite                     | Ré Olunuga   | 0:59  |
| 39.          | Tola’s Story                      | Ré Olunuga   | 1:22  |
| 40.          | Otin to the Rescue – Part 2       | Ré Olunuga   | 1:12  |
| 41.          | Bode Exposed                      | Ré Olunuga   | 1:52  |
| 42.          | Iwájú                             | Ré Olunuga   | 2:34  |
| 43.          | Èkó La Wà                         | Ré Olunuga   | 3:11  |
| Gesamtlänge: | Gesamtlänge:                      | Gesamtlänge: | 86:25 |

### Marketing
Konzeptzeichnungen für die Serie wurden 2021 auf dem Festival d’Animation Annecy gezeigt, wo die Crew über die Serie sprach. Ibrahim beschrieb die Serie als „Kugali-Disney-Mash-up“, eine Zusammenarbeit zwischen beiden Unternehmen, dem Jennifer Lee zustimmte, während Olowofoyeku sagte, die Serie habe ein „sehr einzigartiges Set-up für das Geschichtenerzählen, das bereits in die DNA des realen Lagos eingebaut ist“. Darüber hinaus sagte Nelson, dass das Kreativteam der Serie „eine futuristische Welt geschaffen hat, die in der Gegenwart verwurzelt ist“. Im Dezember 2021 wurden auf dem Investorentag von Disney Details zu den Charakteren und der Handlung der Serie enthüllt.

### Spiel
In den ABC News Studios, einer Abteilung von ABC News, wurde eine Dokumentarserie entwickelt, die einen Blick hinter die Kulissen wirft. Die Dokumentation mit dem Titel Iwájú: A Day Ahead wurde von Megan Harding unter der Regie von Amy Astley und Beth Hoppe produziert und parallel zur Serie am 28. Februar 2024 veröffentlicht. Ein Handyspiel mit dem Titel Disney Iwájú: Rising Chef, das von Maliyo Games zusammen mit Disney Games und Kugali entwickelt wurde, erschien ebenfalls am 28. Februar 2024 für Android und iOS.

### Veröffentlichung
Ursprünglich sollte Iwájú im Jahr 2022 exklusiv auf Disney+ erscheinen. Die Serie wurde später auf 2023 verschoben, bevor sie schließlich am 28. Februar 2024 in den USA veröffentlicht wurde und am 3. April 2024 in Deutschland.

## Kritiken
Bill Desowitz von IndieWire lobte die Serie und sagte, dass die Animation der Serie „eine Mischung aus afrikanischen, östlichen und westlichen Animationsstilen“ sei.
Rupali Manohar Chauhan von Meaww argumentierte, dass die Serie „beeindruckende Bilder und tief verwurzelte afrikanische Bezüge“ habe und sagte, dass die Serie kraftvolle Grafiken mit „faszinierender Erzählung“ mische und argumentierte, dass die Serie das Sprichwort „Das Gute siegt über das Böse“ im Serienfinale beweise. Nick Valdez von ComicBook.com bezeichnete die Serie als ein „sehr faszinierendes Projekt“.
Kambole Campbell von Empire lobte die kulturelle Besonderheit, die Verwendung von Yoruba-Sprachphrasen, die starke Stimmenbesetzung und die Erforschung der Einkommensungleichheit, stellt sich den Missbrauch der heutigen Technologie vor, die künstlerische Leitung, das Kostümdesign, die Nachdenklichkeit und bezeichnete die Serie als „ziemlich mutiges Kinderfernsehen“. Allerdings sagte Campbell, die Serie habe nicht den „explosiven Erfindungsreichtum“ von Kizazi Moto: Generation Fire, die auffälligen genetischen Elemente, einen minderwertigen Score und eine stotternde Erzählung mit einem Tempo, das „an das Binge-Modell gefesselt ist“, indem es eine lange Geschichte statt einzelner Episoden bevorzugt, und stellt fest, dass frühe Episoden „ein wenig langsam“ sind, und argumentiert, die Serie fühle sich an wie ein „Spielfilm, der kurzerhand in Scheiben aufgeteilt wurde“.
Charles Mudede von The Stranger sagte, die Geschichte sei nicht westlich strukturiert und habe ein Happy End, das aber „nach den Maßstäben von Disney-Animationen“ seltsam sei. Er argumentierte, Bole sei nicht gut darin, „ein Bösewicht zu sein“, und beschrieb die Serie als realistisch. Er argumentierte auch, dass die Serie aufgrund der Darstellung fortschrittlicher Technologie näher am Cyberpunk als am Afrofuturismus „sei, und sagte, dass die in der Serie dargestellte Welt bodenständig und vom Kapitalismus geschoben und gezogen“ sei.
Nick Bythrow von ScreenRant lobte die Serie, weil sie sich durch „Klassenthemen und charmante Charaktere“, hervorragende Animationen, soziale Kommentare und starke Sprecher auszeichnete, kritisierte aber das inkonsistente Tempo, die vorhersehbare Geschichte und einige schwache Nebencharaktere.
Leila Latif von The Guardian bezeichnete die Serie als „entzückendes Coming-of-Age-Abenteuer“ mit großartigen Sprechern und Hintergrundbildern und nannte sie einen „ermutigenden Schritt in eine kühne und brillante Zukunft“, kritisierte aber, dass sie „rasend schnell und schwer zu verfolgen“ sei.
Petrana Radulovic von Polygon lobte die Serie als eine faszinierende Welt, eine dichte Geschichte und eine fesselnde Story und nannte sie „eine der aufregendsten Shows“, die auf Disney+ erschienen sind und „eine der besten animierten Shows auf dem Streaming-Dienst“, nannte sie „kurz... aber sie hat es in sich“ und hoffte, dass Disney in Zukunft ähnliche Projekte machen wird.